# Bencsik Dávid
Bencsik Dávid (Budapest, 1978. október 14. –)  magyar jogász, érdekérvényesítő, külgazdasági diplomata, állami vezető, 2023. január 1-ig Nagy István agrárminiszter kabinetfőnöke. Jelenleg Hidvéghi Balázs, a Miniszterelnöki Kabinetiroda miniszterhelyettesének kabinetfőnöke. 

## Életrajza
1994-95-ben a Rotary Club támogatásával az Egyesült Államokban tanult és érettségizett, majd 1997-ben Magyarországon is leérettségizett. 2002-ben a Pázmány Péter Katolikus Egyetem Jog- és Államtudományi Karán diplomázott, majd a németországi  Saarlandi Egyetemen tanult és szerzett Európa-jogi posztgraduális diplomát 2004-ben. 2005-ben Hamburgban  filmgyártást tanult, később produkciós asszisztensként működött egy müncheni filmgyártónál, majd egy német vizsgafilm  gyártásvezetője lett.
Kezdetben édesapja, Bencsik András lap- és könyvkiadói tevékenységét támogatta menedzserként, ezalatt jött létre a Szkítia Könyvesbolt partnerhálózat. Egy rövid időre a Magyar Demokrata kiadóigazgatója is volt. A 2004-es európai parlamenti választás alatt a Fidesz – Magyar Polgári Szövetség választási kampánya Történelem Főutca programjának társ-főszervezője volt Kiss Antal mellett. 2006-ban Németországból hazatérve elvállalta Tarlós István független főpolgármester-jelölt választási kampányának operatív irányítását, amely a 22+1 nap gyalog Budapesten nevet kapta. Bencsik a fővárosi választási győzelemről 1,66%-kal lecsúszó kampányt követően Tarlós István megbízásából 2010-ig a Fidesz – Magyar Polgári Szövetség frakciójának külügyi titkára lett a Fővárosi Közgyűlésben. A Tarlós számára sikeres 2010-es választást követően az újonnan főpolgármesterré választott Tarlós Budapest brüsszeli képviseletének élére nevezte ki. 2011-ben az Amerikai Külügyminisztérium Oktatási és Kulturális Ügyekért Felelős Irodája (ECA) meghívására Bencsik Dávid képviselte Magyarországot az International Visitor Leadership Programon Washington D.C.-ben.
Bencsik két alkalommal is csúcsgasztronómiával és mesterszakácsokkal képviselte Magyarországot  a brüsszeli Eat!Brussels fesztiválon. 2008-ban egy közdiplomácia(en) intézmény létrehozását kezdeményezte, amely Új Társadalom Szalon néven jött létre. Az Új Társadalom Szalon alapítói között megtalálható Semjén Zsolt miniszterelnök-helyettes, Tiffán Zsolt borász, Széles Gábor üzletember és a korábbi holland ipari miniszter és KLM vezérigazgató Camiel Eurlings(de) is. Bencsik Brüsszelben Deutsch Tamás Európai Parlamenti képviselő pártfogásában egy összregionális magyar képviseletet kezdeményezett, amely 2012-ben H4 – HunOR Brüsszeli Képviseleti Iroda néven meg is alakult. 2013-ban Nagy Sándor, Kistelek polgármesterének, a brüsszeli Régiók Bizottsága magyar delegációvezetőjének javaslatára Navracsics Tibor közigazgatási és igazságügyi miniszter felkérte Bencsiket nemzeti koordinátori és érdekérvényesítő feladatok ellátására a delegáció mellett, amelyet hazatéréséig 2015-ig el is látott.
2015 nyarán csatlakozott a Külgazdasági és Külügyminisztériumhoz és 2020-ig dolgozott Németországban külgazdasági attaséként az újranyitott Stuttgarti Főkonzulátuson. 2019-ben az év külgazdasági attaséjának választották, így elsőként vehette át a Külgazdasági és Külügyminisztérium által ugyanebben az évben létrehozott A Külgazdasági és Külügyminisztérium Kiváló Külgazdasági Attaséja kitüntető oklevelét Szijjártó Péter miniszter döntése alapján. 2020-tól a Budapesti Corvinus Egyetem elnöki szervezetében a Vállalati és Intézményi Kapcsolatok alelnökség ügyvivő szakértője. Orbán Viktor miniszterelnök Bencsik Dávidot a Magyar Közlöny szerint 2021. február 16-i hatállyal az Agrárminisztérium nemzetközi ügyekért felelős helyettes államtitkárává nevezte ki. 2021-től az ENSZ Élelmezésügyi és Mezőgazdasági Szervezete (FAO) Élelmezési Rendszerek Csúcstalálkozójának nemzeti koordinátora. 2023. január 1-ig Nagy István agrárminiszter kabinetfőnöke. Gyuricza Csaba rektor felkérésére 2023-tól a Magyar Agrár- és Élettudományi Egyetem nemzetközi igazgatója, majd 2024-től a MATE Agrárcsoport Kft. üzletfejlesztési igazgatója. 2025 tavaszától a Miniszterelnöki Kabinetiroda Parlamenti Államtitkárságának kabinetfőnöke.

## Oktatói pályafutása
2015-ben két alkalommal volt a Nemzeti Közszolgálati Egyetem vendégoktatója Média- és közszolgálati kommunikáció szakirányú továbbképzési szakon.

## Családja
Beregszászi Olga színművész és Bencsik András, a Magyar Demokrata című lap kiadó-főszerkesztőjének fia, Bencsik István Kossuth-díjas szobrászművész unokája. 

## Díjai
- 2013 Az "Átlátható költségvetést Oroszországnak" pályázat magyar résztvevői, Langer Péter nemzetközi adószakértő és Bencsik Dávid "Nemzetközi tapasztalatok a nyitott kormányzás biztosításához" kategóriában oklevelet kaptak. A pályázat kiírója az Oroszországi Föderáció Pénzügyminisztériuma Archiválva 2009. december 21-i dátummal a Wayback Machine-ben, Nyitott Kormányzás Programja, Analítikai Központja Archiválva 2021. február 24-i dátummal a Wayback Machine-ben és a PWC Oroszország.
- 2019 A Külgazdasági és Külügyminisztérium Kiváló Külgazdasági Attaséja a kiemelkedő magyar exportügylet elősegítésében történő közreműködésért a fogadó ország piacán